# Gobierno de Francisco Javier Zaldúa
El Primer gobierno de Francisco Javier Zaldúa se dio entre el 1 de abril de 1882 al 21 de diciembre de 1882 en Colombia. Fue el 16.º gobierno de los Estados Unidos de Colombia, periodo conocido también como el Olimpo radical. 

## Llegada al poder
Para las elecciones de 1882, el Partido Conservador (que estaba dividido entre los radicales y los ultraconservadores Nuñistas) se adhirió al Partido Liberal, que presentó como candidato al anciano Zaldúa, que tenía 70 años en para ese momento, por toda su experiencia política. Zaldúa fue apoyado abiertamente por el expresidente Rafael Núñez, pese a que eran de partidos distintos.
Se enfrentó al político liberal radical Solón Wilches, que confiaba en su apoyo regional en Santander. Al final de la contienda electoral Zaldúa ganó con amplia ventaja sobre Bucaramanga que sólo obtuvo respaldo de su departamento, contra los 8 delegados de Zaldúa.
Javier Zaldúa inició su gobierno el 1 de abril de 1882, tomando el cargo de manos de Rafael Núñez, con la promesa de reunificar completamente al liberalismo y de pactar una paz duradera con el Partido Conservador.
Sin embargo, los delegados Nuñistas, que eran mayoría en el Congreso, le retiraron el apoyo, al darse cuenta de que Zaldúa gobernaría de forma independiente, como lo manifestó en su discurso inaugural, y por su interés de pacificar el país por medio de la unión de los partidos.
Para empezar Núñez se hizo elegir primer designado para poderle hacer oposición directa a Zaldúa; el Congreso también le declaró "la guerra" y vetó todas sus decisiones, logrando que su gobierno no dejara legado a la posteridad. También la prensa de ambos partidos se le opusieron.

## Gabinete ministerial
| Ministerio                          | Imagen | Nombre                        | Partido | Periodo                                         |
| ----------------------------------- | ------ | ----------------------------- | ------- | ----------------------------------------------- |
| Secretario de Gobierno              |        | Benjamín Noguera              |         | 1 de abril de 1882 24 de julio de 1882          |
| Secretario de Gobierno              |        | José María Quijano Wallis (e) |         | 24 de julio de 1882 2 de noviembre de 1882      |
| Secretario de Gobierno              |        | José de Jesús Alviar          |         | 2 de noviembre de 1882 22 de diciembre de 1882  |
| Secretario de Relaciones exteriores |        | José María Quijano Wallis     |         | 1882                                            |
| Secretario de Relaciones exteriores |        | Julio E. Pérez                |         | 1882 - 1883                                     |
| Secretario de Guerra y Marina       |        | Francisco F. Paul             |         | 1882                                            |
| Secretario de Guerra y Marina       |        | Napoleón Borrero              |         | 1882                                            |
| Secretario de Guerra y Marina       |        | Benjamín Noguera              |         | 1882                                            |
| Secretario de Hacienda              |        | Miguel Samper Agudelo         |         | 4 de abril de 1882 17 de noviembre de 1882      |
| Secretario de Hacienda              |        | Emigdio Palau                 |         | 17 de noviembre de 1882 22 de diciembre de 1882 |
| Secretario de Instrucción Pública   |        | Aureliano González Toledo     |         | 4 de abril de 1882 14 de septiembre de 1882     |
| Secretario de Instrucción Pública   |        | Rufo Urueta                   |         | 14 de septiembre de 1882 11 de enero de 1883    |

## Política interna
Redactó códigos nacionales para la administración de justicia.

## Relaciones exteriores
Como presidente, Zaldúa enfrentó un conflicto de límites con Venezuela, bajo el gobierno de Antonio Guzmán Blanco, siendo el mismo Zaldúa quien dio instrucción al abogado que representó al país de actuar con decoro, en clara alusión a los deberes de los abogados, como jurista experimentado que era.

## Fin de gobierno
Luego de la muerte de Zaldúa el 21 de diciembre de 1882 (único mandatario colombiano muerto en ejercicio del poder), Clímaco Calderón asumió la presidencia por 2 días sucedido por el segundo designado presidencial José Eusebio Otálora.